# Iglesia de San Bernabé (Los Hinojosos)
La iglesia de San Bernabé es un templo católico de la localidad española de Los Hinojosos (provincia de Cuenca). Data de los siglos XVI-XVII y es de estilo renacentista-barroco,

## Descripción
Se trata de un edificio construido en mampostería y esquinales de sillería.
La torre de estilo plateresco es de base cuadrada de un único cuerpo, con cuatro huecos para las campanas y gárgolas de bichas.
La cabecera termina en ábside semicircular y tiene ventanas abocinadas terminadas en arco.
El interior es de una sola nave, su planta es de forma de cruz latina con estructura renacentista en la nave, crucero y ábside posterior.
Está cubierto de bóvedas de lunetos y con un arco triunfal que es del renacimiento primitivo con vestigios góticos.
El retablo en el altar es de estilo barroco.